# Davis, Oklahoma
Davis är en ort i Murray County i delstaten Oklahoma, USA.